# Canal de Otranto
El canal de Otranto es un estrecho marino que conecta el mar Adriático, al norte, con el mar Jónico, al sur. Este estrecho, con una anchura de unos 72 km, separa la costa del sudeste de la península itálica de la del sudoeste de Albania.
El canal recibe su nombre de la pequeña ciudad italiana de Otranto, en la región de Apulia. El cabo de Otranto, situado a una longitud 18°31E, es el punto más oriental de Italia y el más próximo de Albania, situada a tan sólo 72 km.
En agosto de 1807, tropas francesas al mando del general Berthier cruzan el canal para invadir las islas Jónicas.
Durante la Primera Guerra Mundial, el dominio del canal tuvo una gran importancia estratégica porque las flotas aliadas de Italia, Francia y el Reino Unido impidieron el paso de las naves del Imperio austrohúngaro al Mediterráneo, en lo que se denominó el Bloqueo del Canal de Otranto.
En 1998 en virtud de un acuerdo con el gobierno albanés, Italia montó una estación de radar en la isla de Sazan, frente al puerto albanés de Vlorë para controlar mejor los movimientos de las lanchas rápidas y combatir la inmigración ilegal.

## Historia

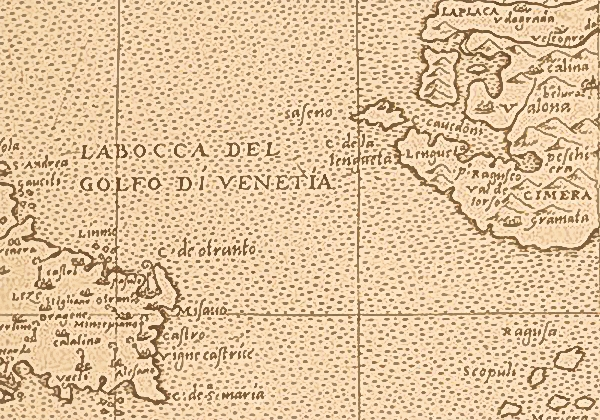
El estrecho de Otranto en un mapa de principios del.

Desde la antigüedad, el estrecho de Otranto tuvo una importancia estratégica vital. Así, el estrecho de Otranto desempeñó un papel significativo en la historia antigua griega y romana, sirviendo como un corredor marítimo vital para la colonización, el comercio, las campañas militares y el intercambio cultural.

### Tiempos de la Antigua Grecia
Durante los siglos VIII y VII a. C., colonos griegos de las ciudades-estado de Corinto, Megara y otras fundaron colonias a lo largo de la costa sur de Italia y en la región conocida como Magna Grecia. El estrecho era una importante ruta marítima para estos colonos.
El estrecho de Otranto sirvió como un paso crítico para el comercio y el intercambio cultural entre las colonias griegas en el sur de Italia y el continente griego. Mercancías como aceite de oliva, vino, cerámica y plata se transportaban a través del estrecho.
El estrecho también fue escenario de actividades militares. Por ejemplo, la ciudad de Tarento (actual Taranto) se enfrentó en conflictos con tribus locales y otras colonias griegas. El control del estrecho y las aguas cercanas era vital para asegurar las rutas marítimas.

### Época de laAntigüedad clásicaromana
Durante el siglo III a. C., Roma comenzó su expansión en las colonias griegas de Magna Grecia. El control del estrecho de Otranto se volvió estratégicamente importante para los romanos para asegurar sus fronteras orientales y rutas marítimas. Los romanos lo utilizaban para transportar sus tropas hacia el este. Las legiones marchaban a Brundisium (actual Brindisi), tenían sólo un día de viaje por mar hasta el actual territorio de Albania y luego podían avanzar hacia el este siguiendo la Vía Egnatia.
El estrecho desempeñó un papel durante las Guerras Púnicas entre Roma y Cartago. Las flotas romanas usaron el estrecho para moverse entre Italia y el Mediterráneo oriental. El control de las rutas marítimas a través del estrecho era esencial para mantener las líneas de suministro y los movimientos de tropas.
A lo largo del período romano, el estrecho también fue notorio por la piratería. Los romanos establecieron patrullas navales para asegurar las aguas y proteger las rutas comerciales de los ataques piratas.
La construcción de la Via Egnatia, una carretera romana que se extendía desde la costa adriática (cerca del estrecho de Otranto) hasta Bizancio (actual Estambul), resalta aún más la importancia de esta región. La carretera facilitó el movimiento de ejércitos y el comercio entre las partes occidental y oriental del Imperio Romano.
El estrecho continuó sirviendo como un vínculo crucial para el intercambio cultural y económico. Las ciudades romanas a ambos lados del estrecho, como Brundisium (actual Brindisi) en Italia, florecieron como puertos clave y centros comerciales.

### Paso de tropas francesas

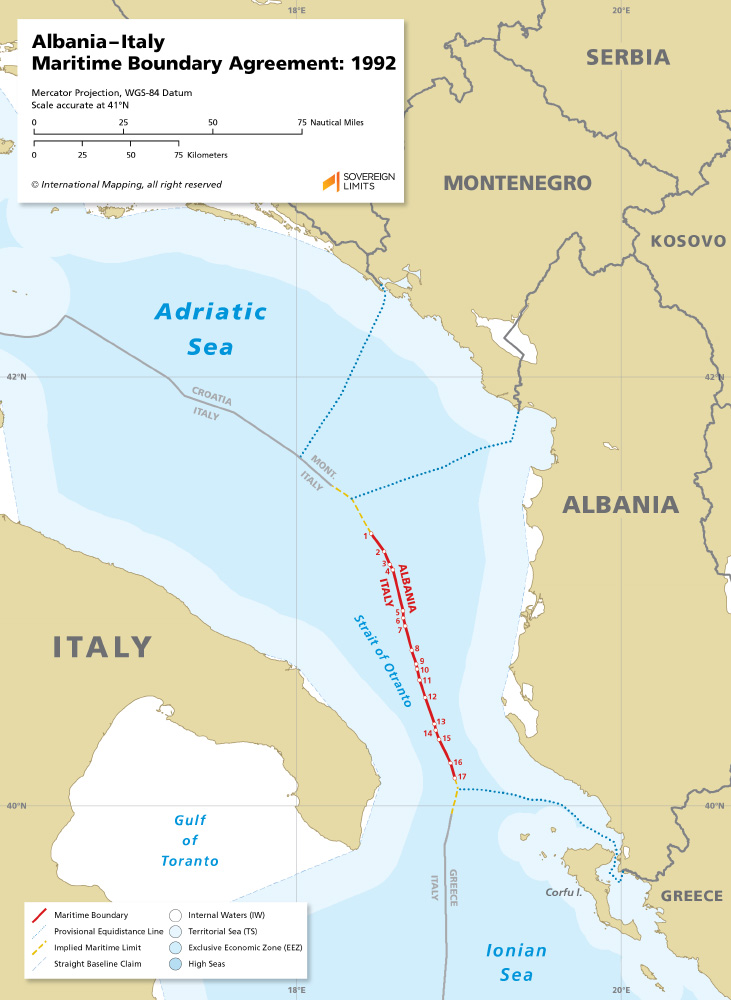
Frontera marítima entre Albania e Italia.

En agosto de 1807, tropas francesas al mando del general Berthier cruzaron el estrecho para invadir las islas Jónicas.

### Primera Guerra Mundial
Durante la Primera Guerra Mundial, el estrecho tuvo una importancia estratégica. Las armadas aliadas del Italia, de la Francia, y de Gran Bretaña, al bloquear el estrecho, sobre todo con fuerzas navales ligeras y barcos de pesca ligeramente armados conocidos como 'drifters', impidieron que la cautelosa Armada Austrohúngara entrara libremente en el Mar Mediterráneo, y los mantuvieron efectivamente fuera del teatro naval de la guerra. El bloqueo se conoció como el 'Bloqueo de Otranto'.
Sin embargo, el bloqueo fue notoriamente ineficaz contra los submarinos alemanes que operaban desde el Adriático, que iban a asediar a las potencias aliadas durante la mayor parte de la guerra en todo el Mediterráneo. Por ejemplo, el 27 de abril de 1915, el crucero blindado francés Léon Gambetta fue hundido en el canal por dos torpedos lanzados por un submarino austriaco; el hundimiento dejó 684 muertos y 137 supervivientes.

### Tras la caída del Telón de Acero
En 1992, Albania e Italia firmaron un tratado que delimitaba la plataforma continental límite entre los dos países en el estrecho.
En la década de 1990, el Estrecho de Otranto era una ruta importante para la inmigración ilegal hacia la UE, ya que es relativamente seguro cruzar el mar aquí ya que no hay fuertes corrientes. Cuando hace buen tiempo, la ruta se puede recorrer en lancha rápida en unas buenas dos horas. Pero también hubo accidentes repetidos, especialmente con mal tiempo. El 29 de marzo de 1997, sucedió la llamada Tragedia de Otranto cuando 87 emigrantes, incluidas muchas mujeres y niños, se ahogaron después de que un barco de la Guardia Costera italiana chocara con su lancha rápida, intentando cruzar ilegalmente el estrecho tras los disturbios de 1997 en Albania.  Se estima que en 1999 unas 340 personas murieron al cruzar el Canal de las Lágrimas , como ahora se llama al estrecho en Albania. Las autoridades albanesas con la ayuda de Italia y Alemania, entre otros, impidieron en gran medida el contrabando de personas a través del Estrecho de Otranto; numerosos botes inflables fueron confiscados y quemados. En enero de 2004, al menos 20 personas murieron congeladas después de que el bote estuviera en peligro durante una tormenta debido a una falla en el motor y los rescatistas no pudieran encontrarlo durante horas.
En 2006, el gobierno de Albania impuso una moratoria a las embarcaciones de vela con motor en todos los lagos, ríos y mares de Albania para frenar el crimen organizado. La única excepción a la norma son las embarcaciones de propiedad gubernamental, las embarcaciones de propiedad extranjera, las embarcaciones de pesca y las embarcaciones a reacción. En 2010, la moratoria se prorrogó hasta 2013.

## Geología
La zona del Canal de Otranto, situada entre el sureste de Italia y Albania, es un área geológicamente interesante debido a su ubicación en el límite entre las placas tectónicas de África y Eurasia. La región está marcada por una compleja historia geológica que ha dado lugar a una gran variedad de formaciones rocosas y estructuras geológicas.
En términos tectónicos, el Canal de Otranto se encuentra en una zona de convergencia, donde la placa africana se mueve hacia el norte, empujando la placa euroasiática. Este proceso ha dado lugar a la formación de montañas y sistemas de fallas, como las que se observan en la región de los Alpes y los Apeninos en Italia. En la zona submarina del canal, las estructuras geológicas se componen principalmente de sedimentos marinos, que son el resultado de la acumulación de materiales orgánicos e inorgánicos a lo largo de miles de años.
Las rocas que predominan en el fondo marino del Canal de Otranto incluyen calizas, dolomías y margas, que se formaron durante el Mesozoico y el Cenozoico. Estas formaciones son testimonio de los cambios climáticos y tectónicos que ocurrieron en el pasado, especialmente durante las fases de expansión y contracción del mar Adriático. Además, la actividad sísmica en la región es relativamente alta, debido a la continua interacción entre las placas tectónicas, lo que genera terremotos moderados.
La geología del Canal de Otranto también influye en su biodiversidad marina, ya que las diferentes características del fondo marino y las corrientes de agua favorecen la presencia de una rica fauna y flora, que se ve afectada por los cambios geológicos y ambientales de la región.

## Temas de impacto ambiental
La Unión Europea ha identificado a varios sectores del estrecho de Otranto como "lugares de interés comunitario", por su importancia ambiental.
Debido al elevado tráfico marítimo que entra y sale del mar Mediterráneo hacia el mar Adriático, especialmente en la parte norte donde se encuentran los puertos más grandes, esta zona es muy sensible a la contaminación provocada por los barcos. Por este motivo, se ha establecido un Sistema de Informes de Tráfico Adriático, para monitorear todos los barcos que navegan dentro y fuera del Estrecho de Otranto. ”Tráfico Adriático" significa un sistema para el control del tráfico en el mar Adriático en el que la gestión está garantizada conjuntamente, cada una en la parte de su competencia, por las autoridades italianas y albanesas.
Adicionalmente está previsto construir un gasoducto que cruzará el Estrecho de Otranto para llevar gas de Azerbaiyán a Italia, a través de Grecia y Albania, con graves repercusiones para el medio ambiente, el turismo y la pesca.

## Actividad pesquera
La pesca en la zona del Canal de Otranto, es una actividad importante tanto para los pescadores locales como para los turistas. Este estrecho y estratégico paso marítimo es conocido por su rica biodiversidad marina y sus excelentes condiciones para la pesca. 
Es común en la zona la pesca de arrastre, especialmente para capturar especies como el pez espada, calamares y sardinas. La pesca de arrastre es una técnica que se utiliza en aguas más profundas, donde los barcos arrastran redes a lo largo del fondo marino para capturar grandes cantidades de peces.
El atún rojo es una especie muy buscada en la región. En el pasado, el Canal de Otranto fue famoso por la pesca tradicional de atunes, especialmente durante la temporada de migración. Aunque esta actividad ha disminuido debido a la sobrepesca y las regulaciones, sigue siendo una actividad relevante en la zona.
Los pescadores locales también practican la pesca artesanal, utilizando pequeñas embarcaciones y métodos tradicionales para capturar especies como meros, besugos, doradas y lubinas.
El Canal de Otranto es un destino popular para los pescadores deportivos. Desde embarcaciones pequeñas o desde la costa, los pescadores pueden capturar una amplia variedad de especies, como el atún, el pez espada, y otros peces pelágicos. También es común la pesca de surfcasting (desde la orilla) para especies de menor tamaño.